# Bollani
I Bollani (talvolta anche Bolani) furono una famiglia patrizia veneziana, annoverata fra le cosiddette Case Nuove.

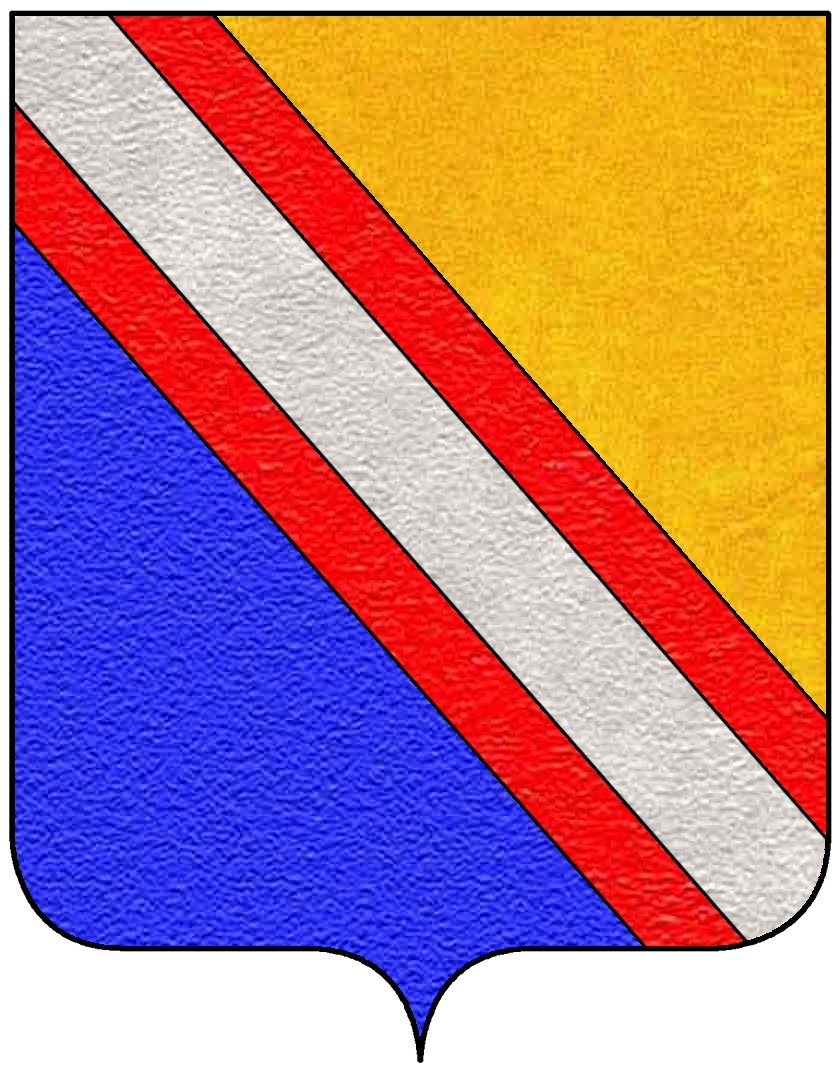
Stemma dei Bollani.

## Storia
Incerta è l'origine della famiglia Bollani: secondo alcune fonti, essi si trasferirono a Venezia da Costantinopoli, secondo altri, invece, trovarono asilo tra le popolazioni della laguna fuggendo dal saccheggio di Aquileia compiuto dagli Unni di Attila.
Annoverati tra le famiglie tribunizie già nel V secolo (dato che prova la loro presenza in laguna fin dai tempi più remoti), i Bollani parteciparono all'elezione del doge Jacopo Contarini nel 1275; nel 1297, alla serrata del Maggior Consiglio, furono inclusi nel patriziato. Nel corso dei secoli, diedero alla Repubblica un gran numero di magistrati, comandanti militari e diplomatici: tra questi, Domenico di Francesco Bollani, che fu vescovo di Brescia e ambasciatore veneziano presso il giovane Edoardo VI Tudor, re d'Inghilterra: da quest'ultimo, i Bollani ottennero «l'onore d'inquartare nella propria, l'arma di questo Re».
Dopo la caduta della Serenissima, ricevettero dal governo imperiale austriaco la conferma della propria nobiltà (Sovrane Risoluzioni del 1º dicembre 1817 e 14 marzo 1827).

## Membri illustri
- Domenico Bollani († 1496), politico e diplomatico
- Domenico Bollani († 1504), politico e diplomatico
- Domenico Bollani (1514 - 1579), diplomatico ed ecclesiastico, vescovo di Brescia dal 1559 alla sua morte.
- Domenico Bollani († 1613), Vescovo della Canea

## Luoghi e architetture
- Palazzo Bollani, a Dorsoduro;
- Palazzo Bollani Erizzo, a Cannaregio;
- Palazzo Dolfin Bollani, a Castello.

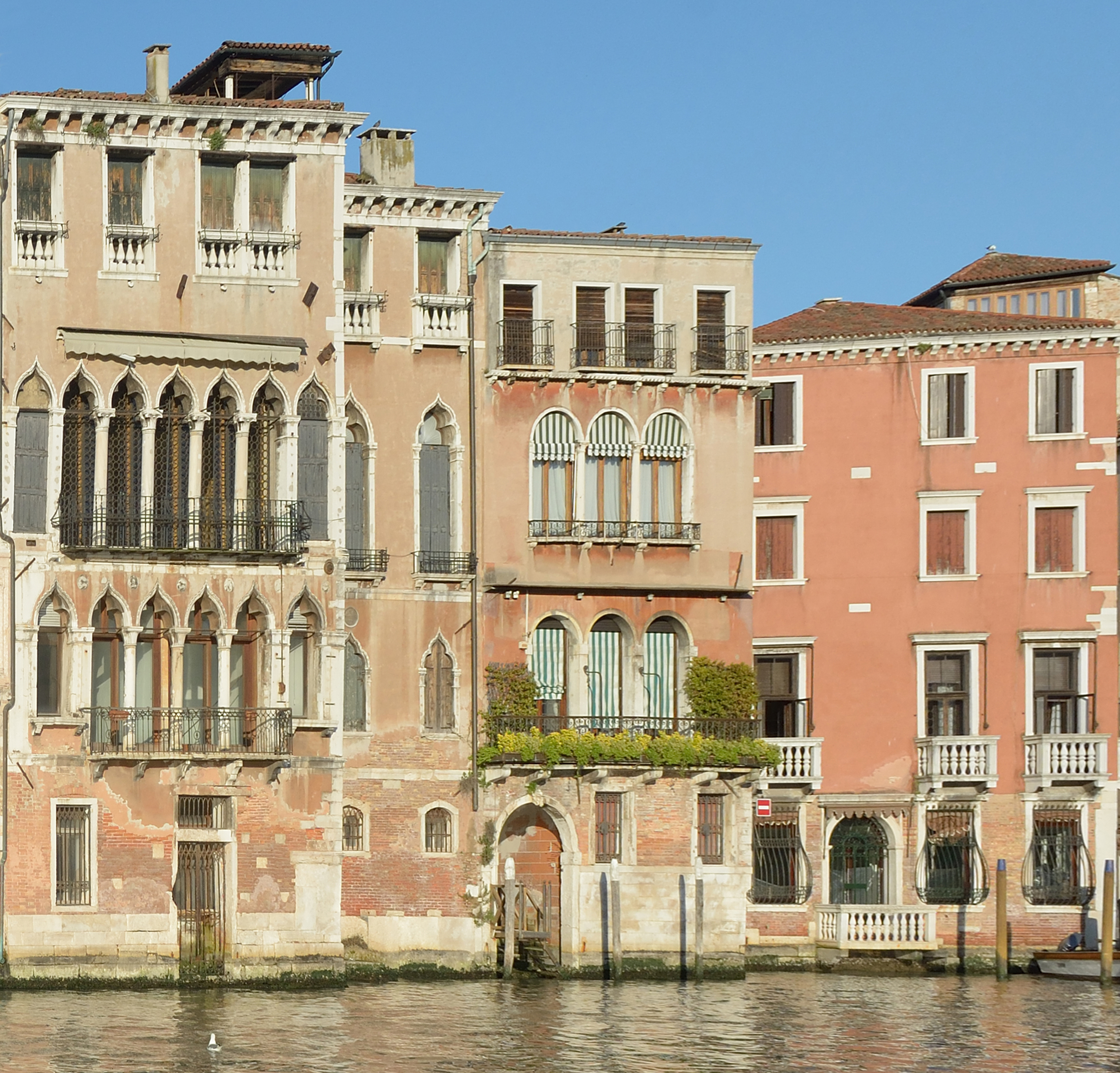
Palazzo Bollani Erizzo, a Cannaregio
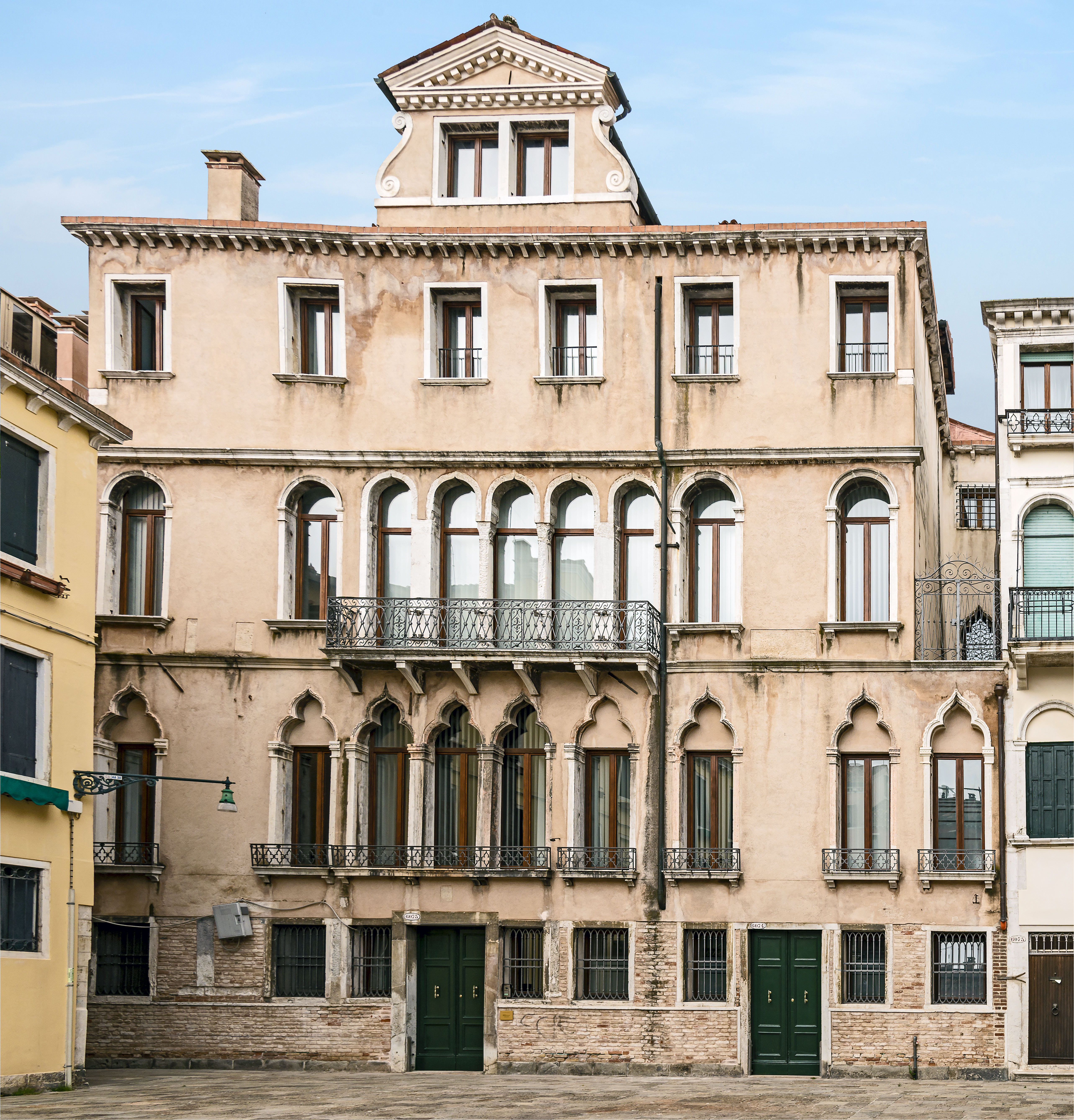
Palazzo Dolfin Bollani, a Castello.